# Wysschaja Liga (Tadschikistan) 2025
Die Wysschaja Liga 2025, auch bekannt als 1xBet Higher League, ist die 34. Spielzeit der höchsten tadschikischen Fußballliga. Organisiert wird die Liga durch die Tajikistan Football Federation. An dem Wettbewerb nehmen zwölf Mannschaften teil. Die Saison startete am 7. März 2025. Titelverteidiger ist der FK Istiklol.

## Mannschaften
| Verein             | Stadt        | Heimstadion                       | Kapazität |
| ------------------ | ------------ | --------------------------------- | --------- |
| Barqchi Hisor      | Hissor       | Ibrogimbek Gaforov Stadium        | 3.000     |
| SSKA Pomir         | Duschanbe    | SSKA-Stadium                      | 7.000     |
| Eskhata Khujand    | Chudschand   | Bistsolagii Istiqloliyati Stadium | 20.000    |
| FK Istaravshan     | Istarawschan | Istaravshan Arena                 | 20.000    |
| FC Istiklol        | Duschanbe    | Pamir-Stadium                     | 24.000    |
| Khosilot Farkhor   | Farkhor      | Central Stadium Farkhor           | 3.000     |
| FC Hulbuk Vose (N) | Hulbuk       | Central Stadium Hulbuk            | 1.000     |
| FC Khujand         | Chudschand   | Bistsolagii Istiqloliyati Stadium | 20.000    |
| Panjshir Balch     | Balch        | Panjsher Stadium                  | 8.500     |
| Ravshan Kulob      | Kulob        | Central Stadium Kulob             | 20.000    |
| Regar TadAZ        | Tursunsoda   | TALCO-Arena                       | 13.770    |
| Vakhsh Bokhtar     | Bochtar      | Tsentralnyi Stadium               | 10.000    |

## Ausländische Spieler
Stand: Saisonstart 2025
| Mannschaft       | Spieler 1               | Spieler 2            | Spieler 3            | Spieler 4                | Spieler 5           | Spieler 6          | Spieler 7             | Spieler 8        | Ehemalige ausländische Spieler |
| ---------------- | ----------------------- | -------------------- | -------------------- | ------------------------ | ------------------- | ------------------ | --------------------- | ---------------- | ------------------------------ |
| Barqchi Hisor    | Étienne Landry Onana    | Patrick Arthur       | Fredrick Asante      | Ramin Doobi              | Boateng Frimpong    | Quaye Godson       | Kamal Mohammed        |                  |                                |
| SSKA Pomir       | Gerard Bakinde          | Francois Enyegue     | Lucas Kevin N'Di     | Alex Gyamfi              | Anani Kwasi         | Cobblah Prince     | Jourdain Mbaynaissem  | Mukhiddin Odilov |                                |
| Eskhata Khujand  | Khamidullo Abdukhamidov | Sardorbek Khursandov | Mirzhalol Kosimov    | Sanzhar Rikhsiboev       | Diyorbek Shavkiev   | Izzatulla Tursunov | Zoir Tursunov         |                  |                                |
| FK Istaravshan   | Sukhrob Berdiev         | Bobur Kosimov        | Abduzhalil Manazarov | Mirzokhid Mirzamakhmudov | Jakhongir Safarov   | Sardorbek Saidov   | Shakhzod Shamsiddinov |                  |                                |
| FC Istiklol      | Dženis Beganović        | Reza Dehghani        | Abubakar Umar        | Joshua Akpudje           | Lawrence Nicholas   | Joseph Okoro       |                       |                  |                                |
| Khosilot Farkhor | Willy Kapawa            | Arsene Bilé Obama    | Rudolph Ngombé       | Bortey Acquaye           | Joseph Akomadi      | Samuel Ofori       | Sunday Song           |                  |                                |
| FC Hulbuk Vose   | Franklin Bamayangona    | Prosper Gbeku        | Vafa Hakhamaneshi    | Farzin Moradi            | Ashkan Pazhouhan    | Jafar Ismoilov     | Bakhruman Azimov      |                  |                                |
| FC Khujand       | Paul Komolafe           | Artem Serdyuk        | Sergey Tskanyan      | Firdavs Abdusalimov      | Asilzhon Begimkulov | Islom Toshpulatov  |                       |                  |                                |
| Panjshir Balch   | Ngangue Ntengue Dorian  | Anaba Touna          | Gyna Christian       | Peter Sarkodie           | Mehdi Babri         | Ayubkhon Alimov    | Rustam Kuchkorov      |                  |                                |
| Ravshan Kulob    | Audrey Zepatta          | Ishmael Antwi        | Olaoluwa Ojetunde    | Oleksiy Gelovani         | Yevgen Grytsenko    | Andriy Markovych   |                       |                  |                                |
| Regar TadAZ      | David Atsam             | Joseph Feumba        | Manuel Tresor Panny  | Kwadwo Frimpong          | Osuman Kassim       | Samandar Kodirov   | Asilbek Temirov       |                  |                                |
| Vakhsh Bokhtar   | Tony Bikatal            | Benjamin Amponsah    | Adam Kovac           | Sergiy Yavorskyi         | Dmytro Bilonog      |                    |                       |                  |                                |

 Ausländische Spieler, die während der Saison den Verein verlassen haben

## Tabelle
Stand: 23. April 2025
| Pl. | Verein             | Sp. | S | U | N | Tore    | Diff. | Punkte |
| --- | ------------------ | --- | - | - | - | ------- | ----- | ------ |
| 1.  | FC Istiklol (M)    | 6   | 5 | 1 | 0 | 010:300 | +7    | 16     |
| 2.  | FC Khatlon         | 6   | 4 | 2 | 0 | 011:500 | +6    | 14     |
| 3.  | Ravshan Kulob      | 6   | 3 | 2 | 1 | 010:500 | +5    | 11     |
| 4.  | FC Khujand         | 6   | 3 | 0 | 3 | 007:900 | −2    | 09     |
| 5.  | SSKA Pomir         | 6   | 2 | 2 | 2 | 010:800 | +2    | 08     |
| 6.  | Barqchi Hisor      | 6   | 2 | 2 | 2 | 008:600 | +2    | 08     |
| 7.  | Eskhata Khujand    | 6   | 2 | 2 | 2 | 011:100 | +1    | 08     |
| 8.  | Regar TadAZ        | 6   | 2 | 2 | 2 | 008:800 | ±0    | 08     |
| 9.  | FC Hulbuk Vose (N) | 6   | 2 | 1 | 3 | 007:900 | −2    | 07     |
| 10. | FK Istaravshan     | 6   | 0 | 3 | 3 | 006:100 | −4    | 03     |
| 11. | Khosilot Farkhor   | 6   | 0 | 3 | 3 | 005:100 | −5    | 03     |
| 12. | Panjshir Balch     | 6   | 0 | 2 | 4 | 001:110 | −10   | 02     |

| Zum Saisonende 2025: |
| Meister und Qualifikation für die AFC Champions League Two Qualifikation für Qualifikationsspiele zur AFC Champions League Two Relegationsspiele Absteiger in die zweite Liga |

| Zum Saisonende 2024: |                                                 |
| (M)                  | Amtierender Meister: FC Istiklol                |
| (N)                  | Aufsteiger aus der zweiten Liga: FC Hulbuk Vose |